# Bystré (district de Rychnov nad Kněžnou)
Pour les articles homonymes, voir Bystré.
Bystré (en allemand : Bistrey) est une commune du district de Rychnov nad Kněžnou, dans la région de Hradec Králové, en République tchèque. Sa population s'élevait à 264 habitants en 2022.

## Géographie
Bystré se trouve à 13 km au sud-est de Náchod, à 18 km au nord de Rychnov nad Kněžnou, à 34 km au nord-est de Hradec Králové et à 133 km à l'est-nord-est de Prague.
La commune est limitée par Janov et Sněžné au nord, par Dobřany à l'est, par Kounov au sud-est, et Bačetín au sud-ouest, et par Ohnišov à l'ouest.

## Histoire
La première mention écrite de la localité date de 1475.

## Galerie

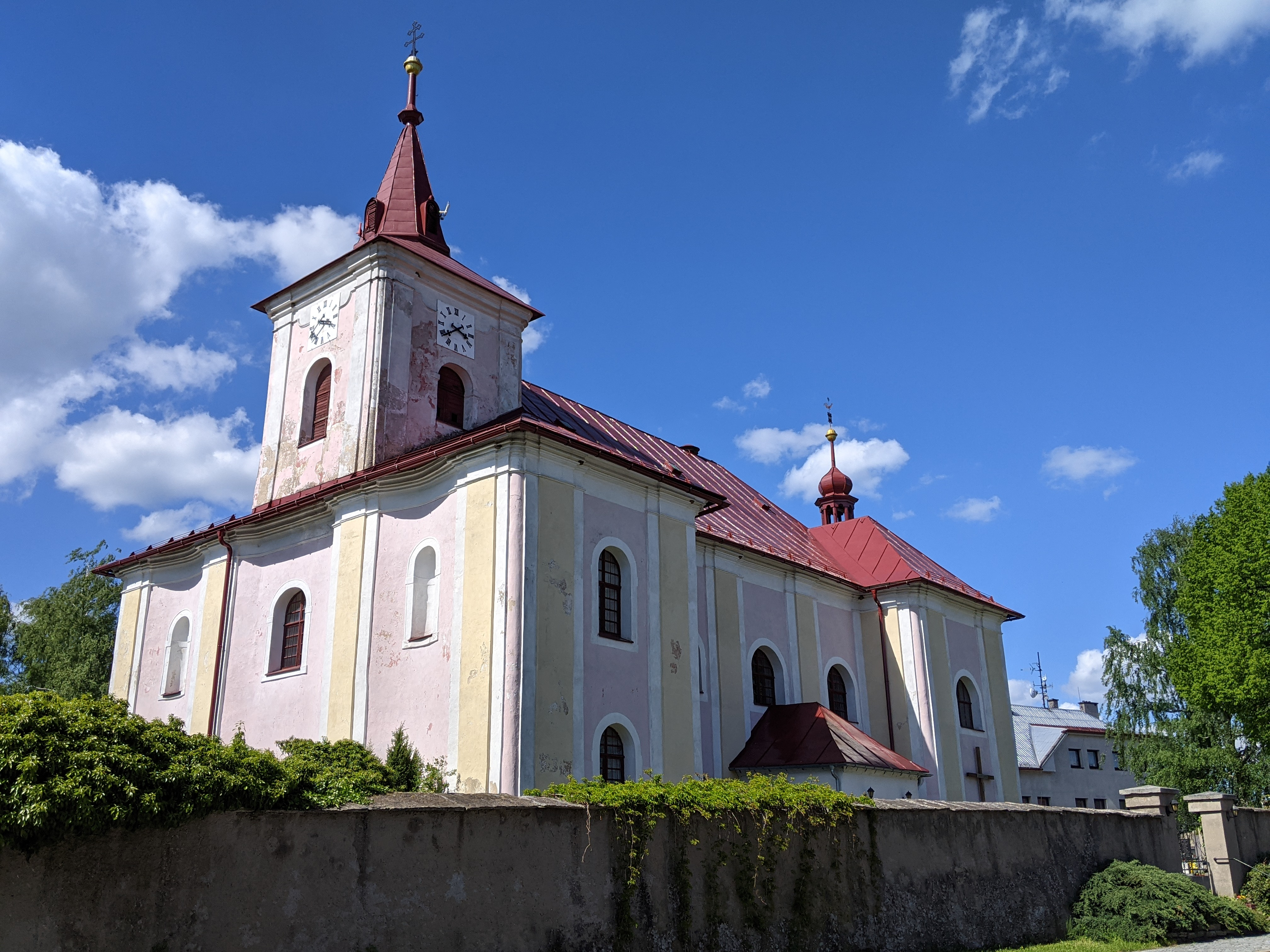
Église Saint-Barthélemy.
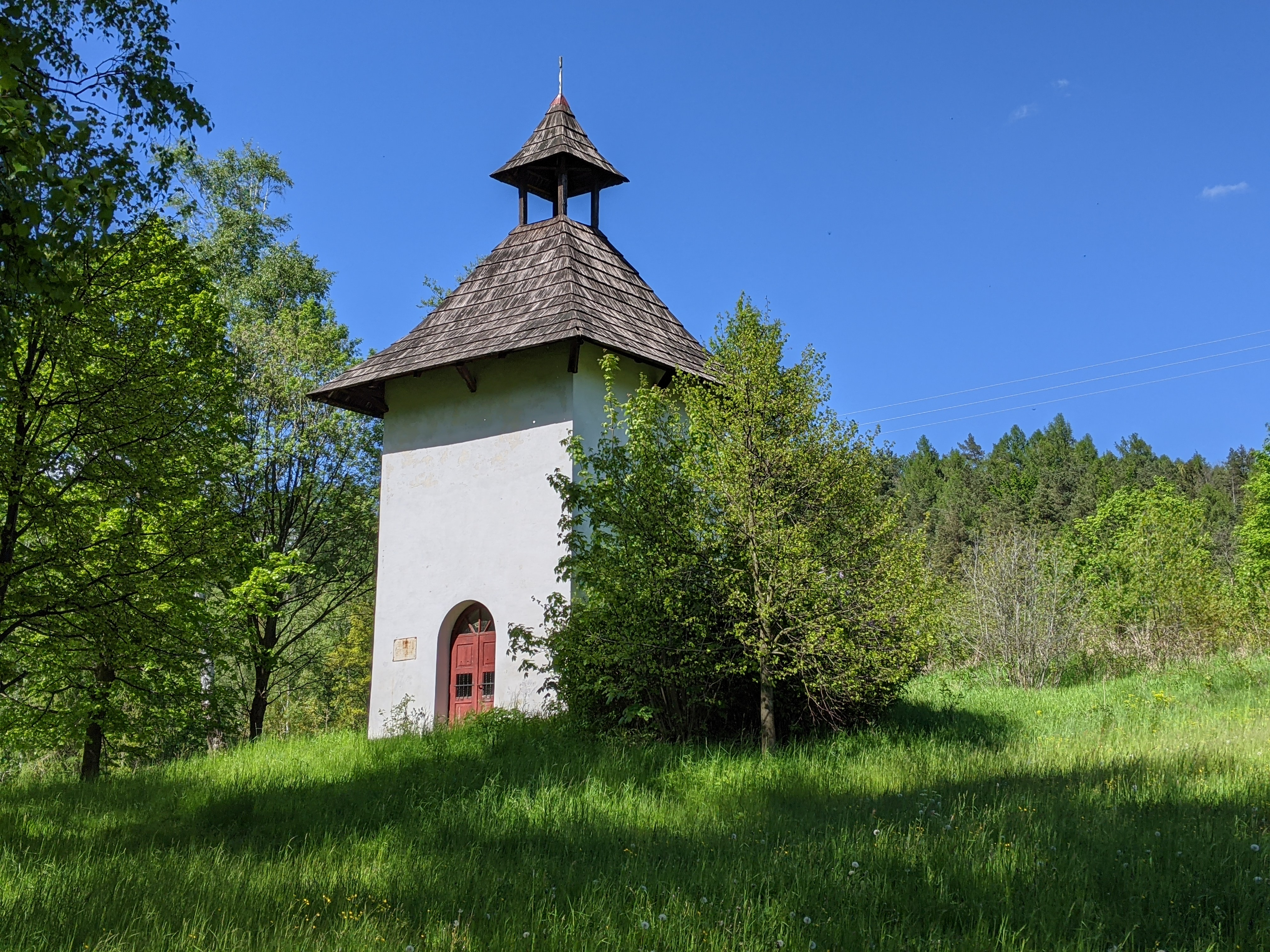
Chapelle Saint-Jean-Népomucène.

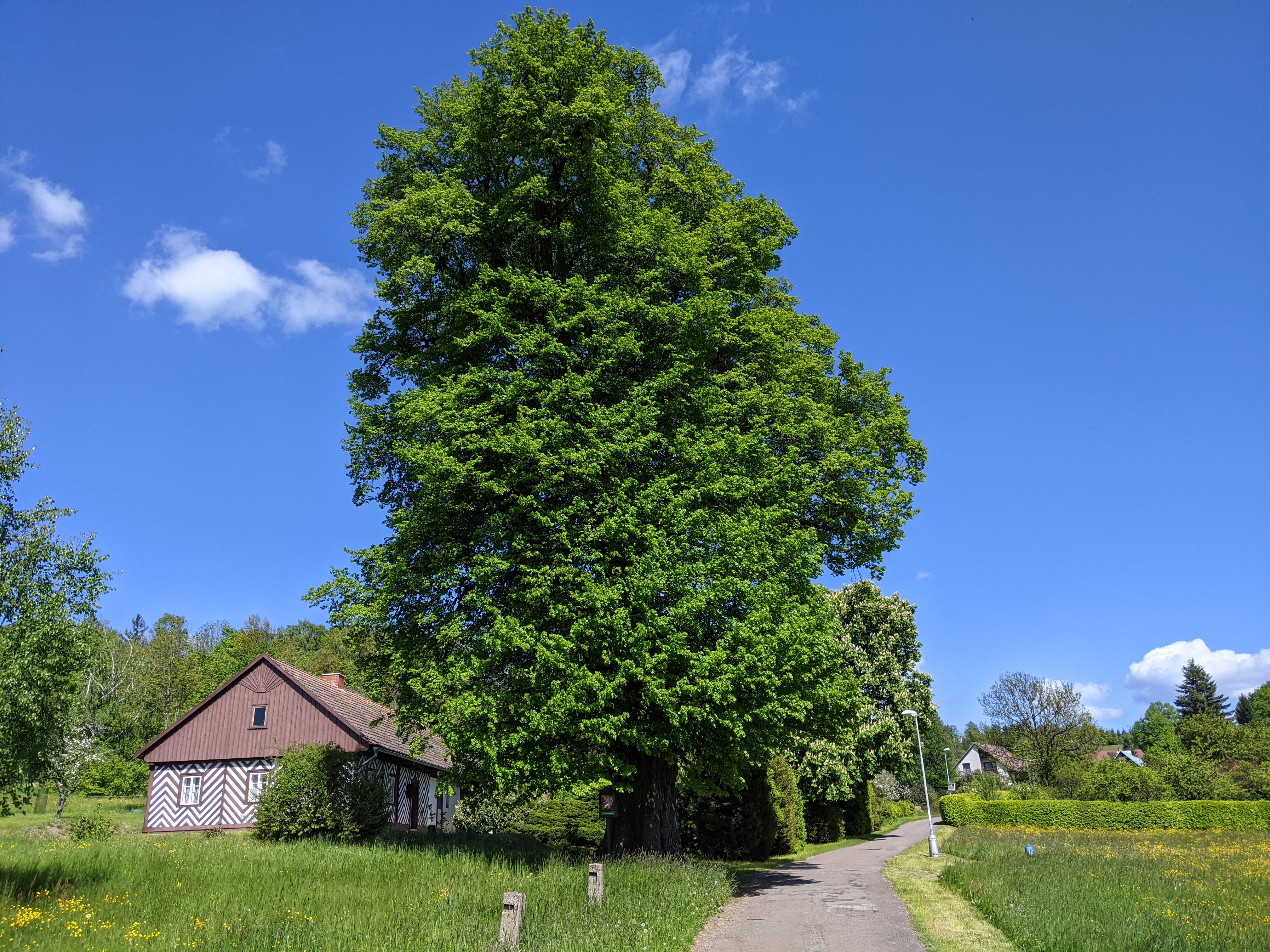
Tilleul remarquable de Hartman.
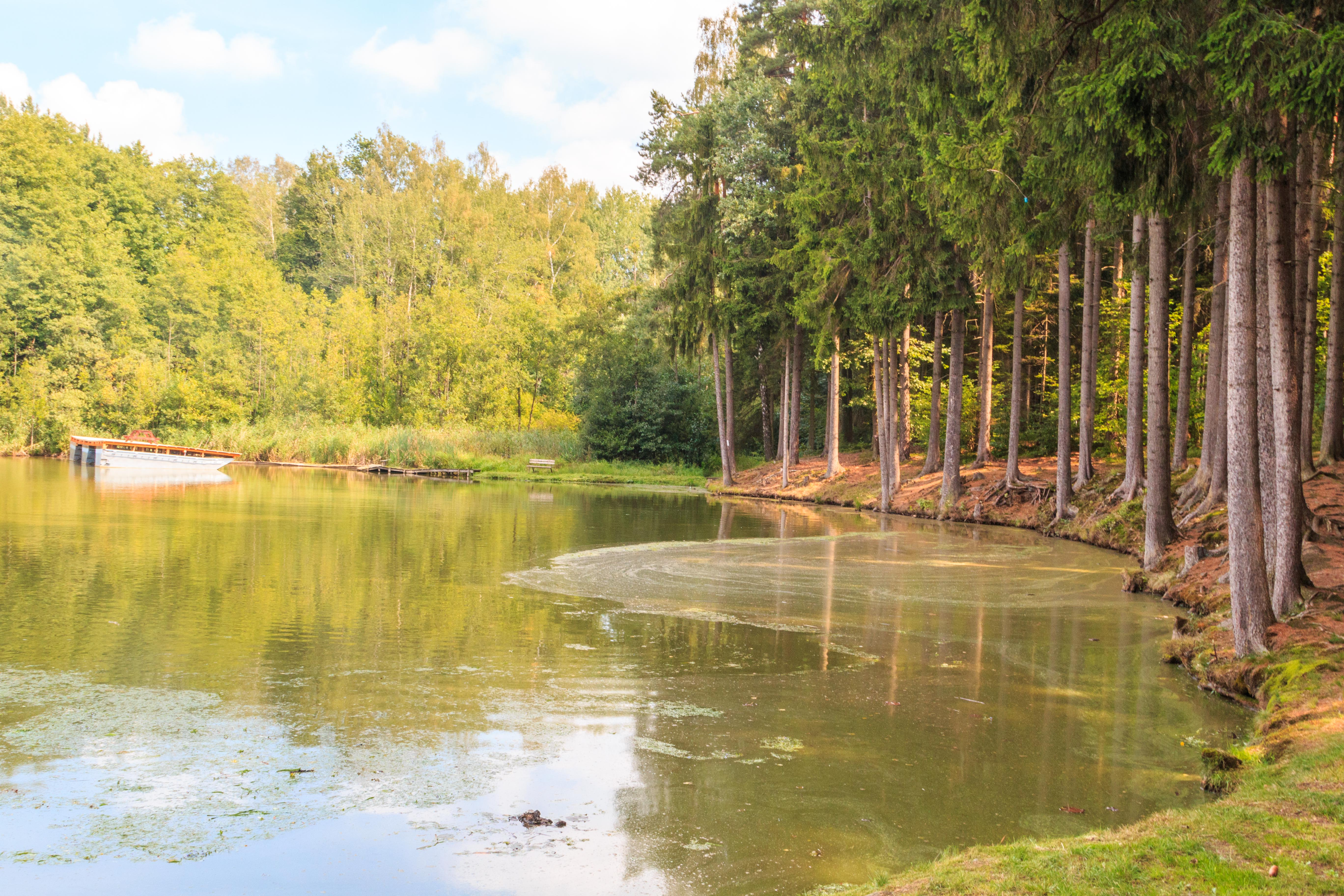
Étang Panský.

## Transports
Par la route, Bystré se trouve à 9,5 km de Kostelec nad Orlicí, à 23 km de Rychnov nad Kněžnou, à 41 km de Hradec Králové et à 159 km de Prague. 